# Heinz Keßler
Heinz Keßler, né le 26 janvier 1920 à Lauban (aujourd'hui Lubań en Pologne) et mort le 2 mai 2017 à Berlin, est un général et homme politique est-allemand.

## Biographie
Heinz Keßler est né en 1920 dans une famille ouvrière. Il apprend le métier d'ajusteur-mécanicien.
En 1941, il est mobilisé, mais décide de lutter contre le nazisme et rejoint l'Armée rouge. Il cofonde le Nationalkomitee Freies Deutschland (Comité national pour une Allemagne libre).
Après la guerre, il devient conseiller municipal à Berlin en 1945. En 1947, il est président de la Jeunesse libre allemande (FDJ) de Berlin et membre du comité central du Parti socialiste unifié d'Allemagne (SED). En 1948, il est secrétaire du comité central de la FDJ et en 1950, il est nommé inspecteur des forces aériennes de la police casernée.

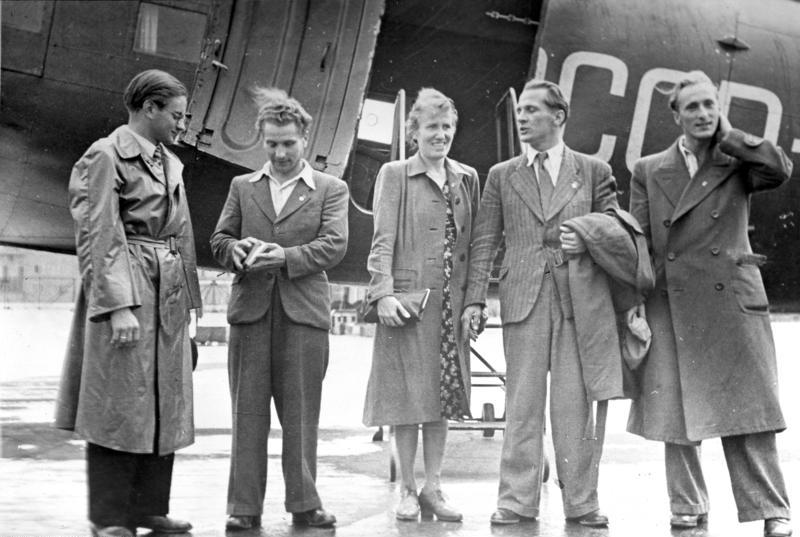
Keßler, à droite, alors président de la FDJ, de retour d'une délégation à Moscou en 1947. À ses côtés, Erich Honecker et Edith Baumann.
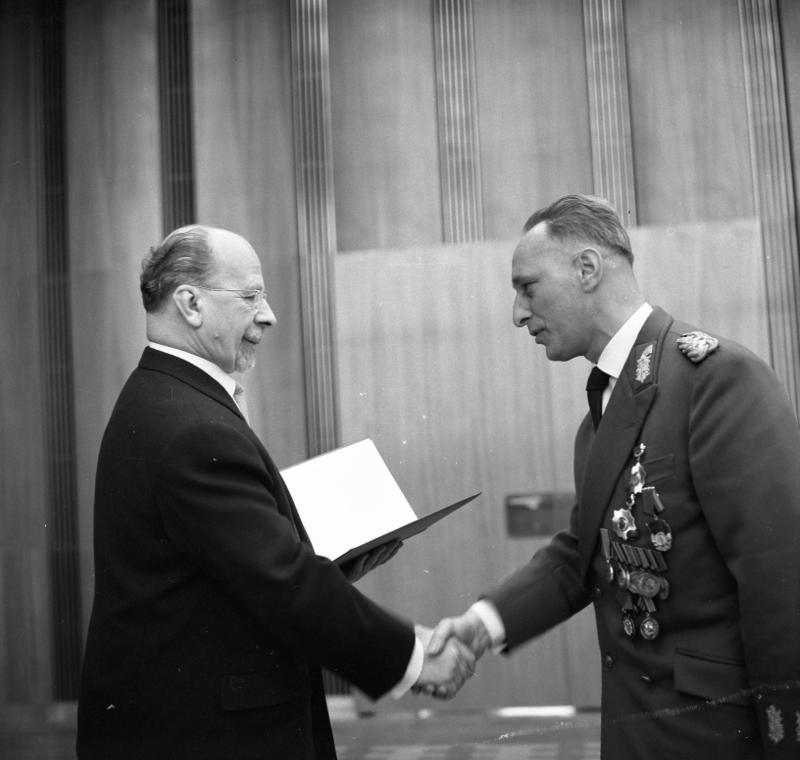
Keßler, Generalleutnant, est promu Generaloberst par Walter Ulbricht le 1er mars 1966 à l'occasion du 10e anniversaire de l'Armée populaire à Berlin.

De 1985 à 1989, Heinz Keßler est ministre de la Défense nationale au sein du gouvernement de la République démocratique allemande.
Il est également député à la Volkskammer de 1950 à 1989 et membre du bureau politique du SED de 1986 à 1989.
Condamné après la réunification allemande pour son rôle dans les crimes commis par le gouvernement de la RDA, il est condamné à sept ans et demi de prison. Il purge sa peine à la prison de Hakenfelde ; il est libéré en 1998.

## Décorations
- 1965 : Ordre du Mérite patriotique (or)
- 1969 : Ordre de Scharnhorst
- 1970 : Ordre de la Guerre patriotique
- 1976 : Ordre de la révolution d'Octobre
- 1979 : Ordre de Karl-Marx